# Замок Македа
Замок Македа (исп. Castillo de Maqueda, также Кастилио-де-ла-Вела, букв. «Замок свечи») — замок, расположенный в одноимённом муниципалитете испанской провинции Толедо. В 2013 году был признан историко-художественным памятником.

## История

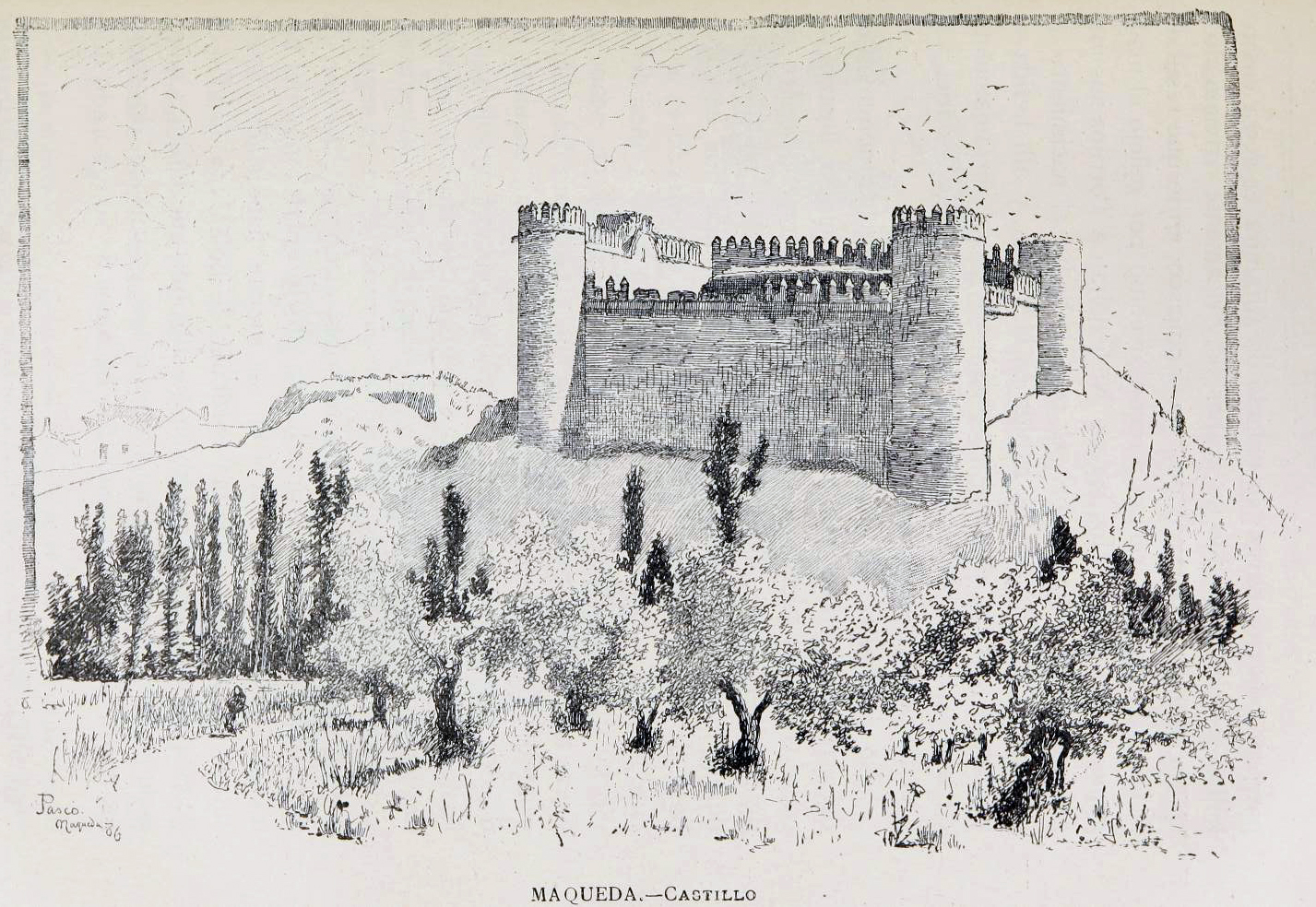
Замок Македа, 1886

Место замка Македа и окружающая его территория были обитаемы с глубокой древности. Предположительно, ранее здесь располагались военные укрепления Римской республики. Достоверно известно, что в 981 году по приказу Аль-Мансура архитектор Фато-бен-Ибрагим Омейя возвёл на холме прообраз ныне существующего замка.
В середине XI века около замка произошло сражение, но было ли оно на самом деле или нет — неизвестно. По легенде, некто по имени Обейдала бросил вызов толедскому эмиру. Тот с помощью христиан в битве у Македы победил войска противника, взяв Обейдалу в плен. Позднее Обейдалу с соратниками казнили в стенах замка.
В 1038 году в ходе Реконкисты замок перешёл в руки Кастильского короля Альфонсо VI Храброго. Дальнейшее упоминание о замке относится к 1153 году, когда его владельцем по концессии был Фернандо Яньеса. В 1177 году король Альфонсо VIII передал Македу и окружающие территории ордену Калатравы в «вечное пользование», в том числе для возведения или размещения штаб-квартиры рыцарей в одном из замков. Хотя главенствующее значение на новых землях отдавалось замку Калатрава-ла-Нуэва, вокруг старой постройки Македы была возведена дополнительная крепостная стена. Таким образом замок получил роль энкомьенды. Известно, что между 1196 и 1198 годами замок выдержал осаду со стороны Альморавидов.

### Новые владельцы
В середине XIV века калатравцы стали сторонниками королевы Бланки. Тогда Педро Жестокий приступом взял крепость и приказал казнить магистра ордена. Тем не менее, замок не был конфискован, и рыцари владели им несколько столетий. Таким образом Македа стала приходить в упадок.
В 1434 году Хуан II подарил Македу Альваро де Луне, обменяв замок у калатравцев на крепости в Архоне и Архонилье. После ареста и смерти Луны все его владения были переданы короне. В ходе Авильского фарса, когда произошла попытка принцем Альфонсо свергнуть короля Энрике IV, придворный Альвар Гомес Сьюдад-Реаль-эль-Вьехо стал на сторону последнего, впоследствии получив за это Македу. Уже в 1445 году он продал замок Гонсалесу де Мендоса, а тот вскоре перепродал его Альфонсо Каррильо де Акунье в обмен на Хадраке и Алькорло. Затем крепость снова перепродаётся казначею Гутьерре де Карденасу.
Гутьерре де Карденас приказывает снести существующую постройку и возвести новую, дошедшую до наших дней. Однако по неизвестным причинам внутренняя отделка Македы не была завершена — вследствие этого владельцы перебрались в свои владения на территории муниципалитета Торрихос. После этого замок стал постепенно разрушаться, вплоть до конца XIX века, когда правительство выкупило замок у наследников де Карденаса и разместило там казарменные помещения для бойцов Гражданской гвардии Испании. 3 июня 1931 года замок объявлен историческим памятником. В марте 2013 года, несмотря на объявление замка историческим памятником, правительство выставило Македу на торги со стартовой ценой в 9,5 млн евро.

## Описание

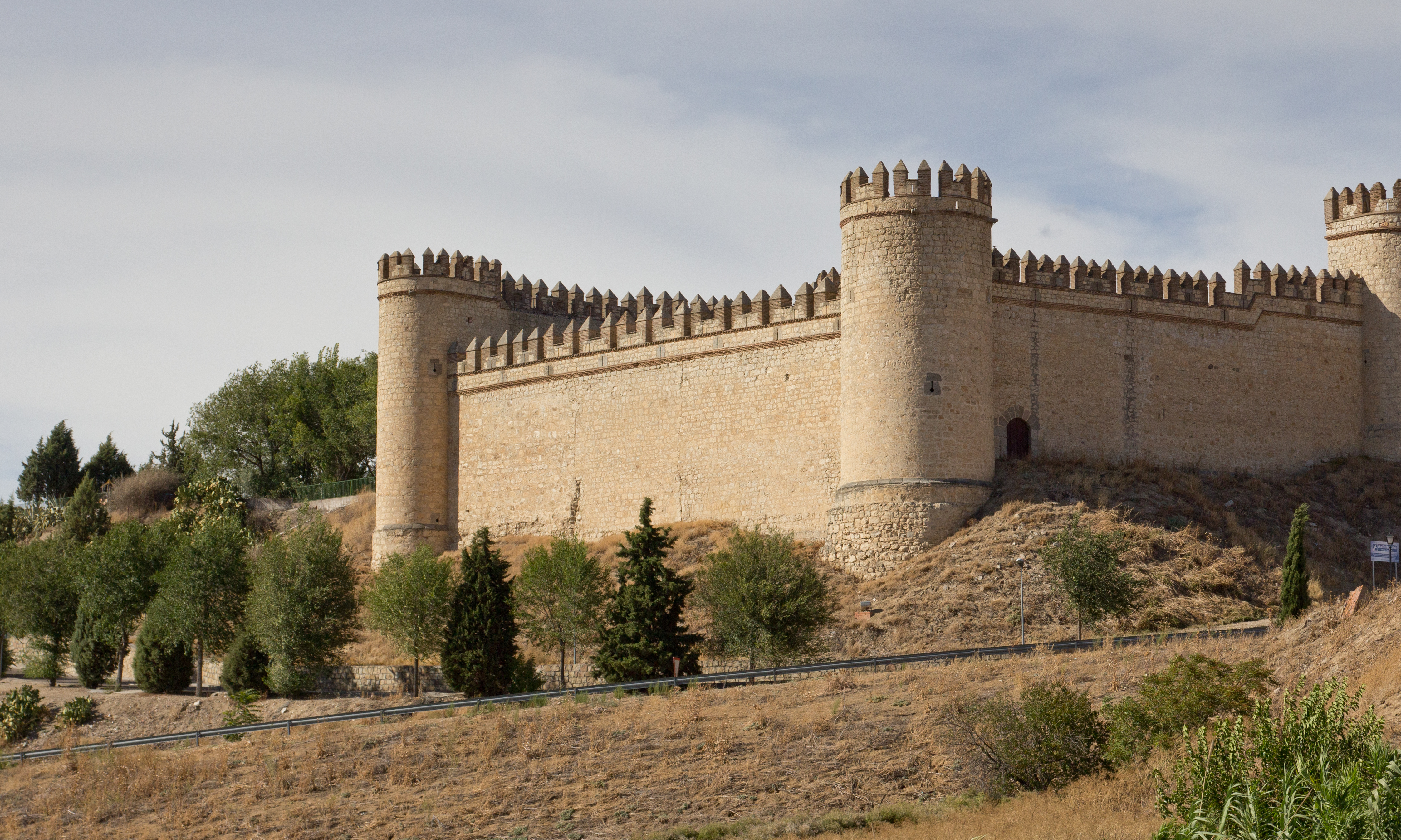
Башни и стены замка

В Средневековье замок был составной частью оборонительной стены, сооруженной вокруг поселения, позже переросшего в небольшой город.
Замок стоит на холме, вследствие чего комплекс представляет собой разноуровневое сооружение. Македа — это квадрат, уходящий на два уровня в землю. Крепостные стены имеют толщину в 3,5 метров; они окружены только с двух сторон рвами. По углам замка расположены три круглых башни. Впоследствии была добавлена ещё одна башня, но когда именно — неизвестно. Зубцы Македы скопированы с замка в Новесе, владельцами которого также были представители семьи Карденас.
Главный вход в замок расположен на северном фасаде, причём он защищён рядом машикулей и большим количеством и тройных бойниц. За воротами располагалась толстая кованная решётка и боевой ход высотой 2,5 метра. Сохранность зубцов и брустверов замка считается удовлетворительной.